# Komorzno
Komorzno (deutsch: Reinersdorf, auch Reinischdorf) ist ein Ort in der Stadt- und Landgemeinde Wołczyn im Powiat Kluczborski der Woiwodschaft Opole in Polen.

## Geographie
Komorzno liegt rund zwölf Kilometer nordöstlich von Wołczyn (Konstadt), 25 Kilometer nordwestlich von Kluczbork und 59 Kilometer nordöstlich von Opole (Oppeln). Westlich des Dorfes liegen weitläufige Waldgebiete, die teilweise zum Naturschutzgebiet Krzywiczyny gehören.
Nachbarorte von Komorzno sind im Nordosten Miechowa (Omechau), im Südosten Proślice (Proschlitz) und im Süden Bruny (Brune).

## Geschichte

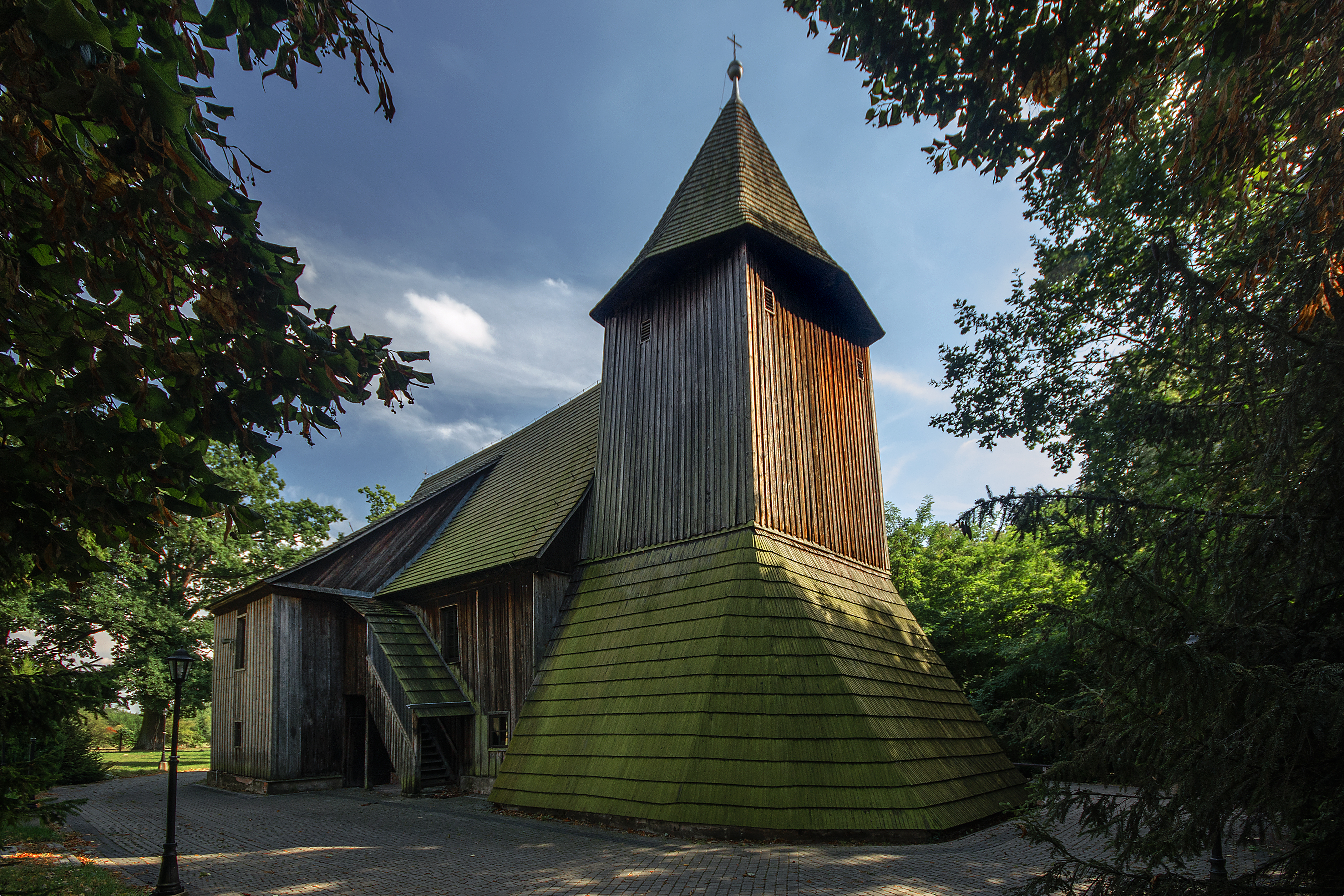
Schrotholzkirche St. Hedwig

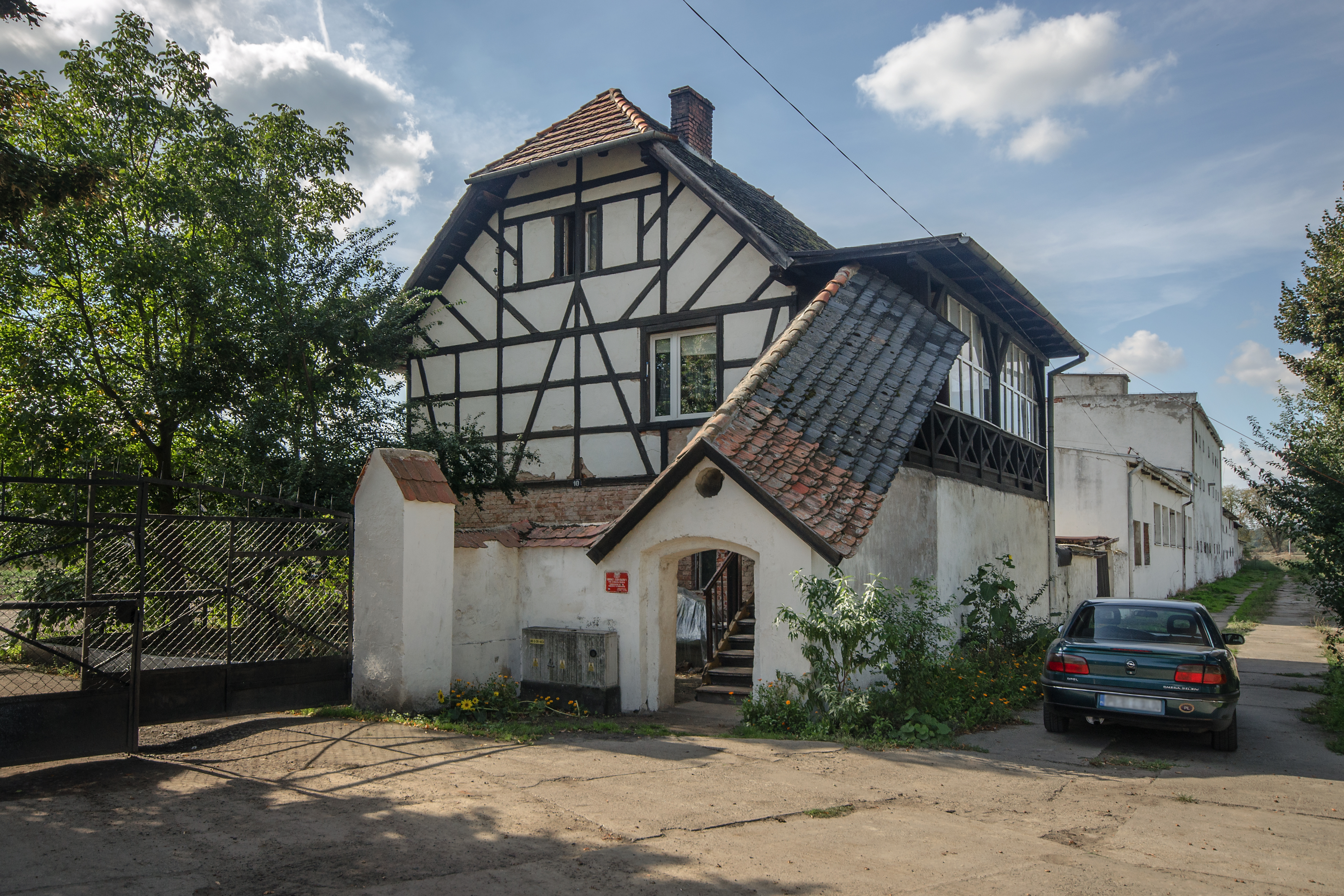
Schloss Reinersdorf

„Reynensis villa“ wurde 1402 erstmals urkundlich erwähnt. Der Name leitet sich vom damaligen Besitzer des Dorfes ab, einem Herrn namens Reinhard.
1748 wurde eine Schule in Reinersdorf eingerichtet und 1753 die evangelische Schrotholzkirche erbaut.
Im Vierten Koalitionskrieg marschierte 1807 eine Bayerische Kompanie durch Reinersdorf, wobei zivile Sachgüter für die Kompanie beschlagnahmt wurden. Zwischen August 1807 und März 1808 hatte eine Infanteriekompanie ihr Quartier im Dorf. Später lag eine französische Kompanie hier in Quartier. Juni 1813 zogen Russische Truppen durch das Dorf. Am 14. September 1825 brannte die evangelische Schule in Reinersdorf nieder. 1826 wurde sie wieder hergestellt. 1845 bestand das Dorf aus einem Schloss, einer evangelischen Schrotholzkirche, einer evangelischen Schule und weiteren 97 Häusern. Die Einwohnerzahl lag damals bei 948, davon 23 katholisch und 16 jüdisch. 1872 wurde das Schloss neu erbaut, nachdem ein Vorgängerbau bereits 1846 abgerissen worden war.  1874 wurde der AmtsbezirkReinersdorf gebildet. Erster Amtsvorsteher war der  Wirtschaftsinspektor Louis Henkel.
1933 lebten in Reinersdorf 1116 Einwohner, 1939 waren es 1034. Bis 1945 gehörte das Dorf zum Landkreis Kreuzburg O.S.
Als Folge des Zweiten Weltkriegs fiel Reinersdorf 1945 mit dem größten Teil Schlesien an Polen. Nachfolgend wurde es in Komorzno umbenannt und der Woiwodschaft Schlesien angeschlossen. 1950 wurde es der Woiwodschaft Opole eingegliedert. Seit 1999 gehört es zum neu gegründeten Powiat Kluczborski.

## Sehenswürdigkeiten
- Die Schrotholzkirche St. Hedwig (Kościół drewniany pw. Św. Jadwigi) wurde 1753 errichtet. Ein Vorgängerbau ist für das Jahr 1530 belegt. Bis 1945 diente die Kirche als evangelisches Gotteshaus.[7] Die Kirche steht seit 1953 unter Denkmalschutz.[8]
- Das Schloss Reinersdorf wurde 1872 im eklektizistischen Stil mit Ornamenten im barocken und klassizistischen Stil erbaut.[2][9]

## Söhne und Töchter des Ortes
- Johann Muthmann (1685–1747), deutscher Theologe und Geistlicher
- Andrzej Sokołowski (* 1948), polnischer Handballspieler und Handballtrainer